# オシャースレーベン (ボーデ)
オシャースレーベン (ボーデ) (Oschersleben (Bode)) は、ドイツ、ザクセン＝アンハルト州ベルデ郡の町。人口は約20,000人。オッシャースレーベンとも表記される。

## 地理
オシャースレーベン (ボーデ)にはボーデ川が流れ、マクデブルクの南西35キロメートルのマクデブルガー・ベルデ地域に位置する。ボーデ川は町の外で最北点に達する。オシャースレーベン (ボーデ)はマクデブルク-ターレ線の最も重要な駅である。

## 歴史

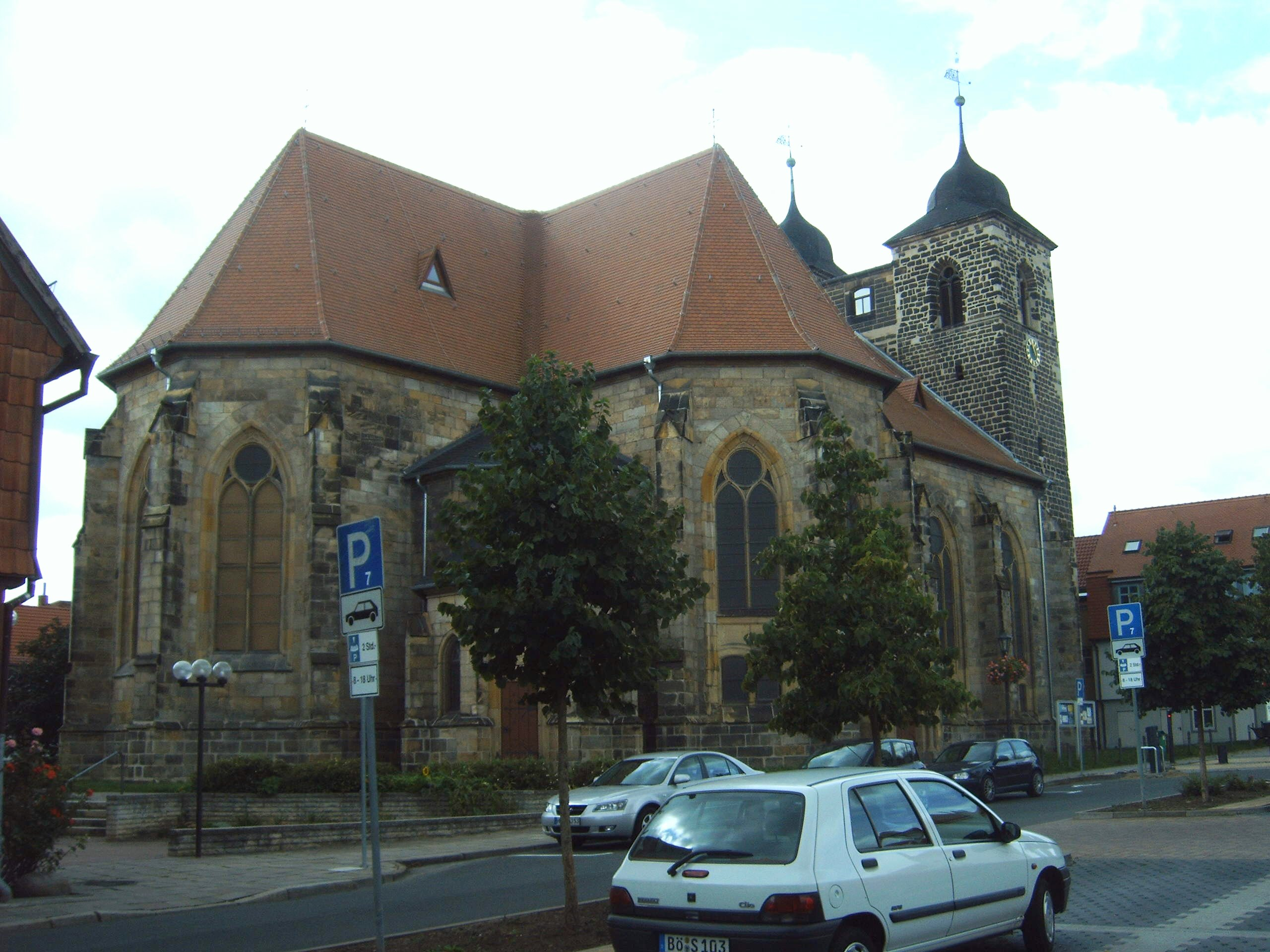
オシャースレーベン (ボーデ)の聖ニコライ教会

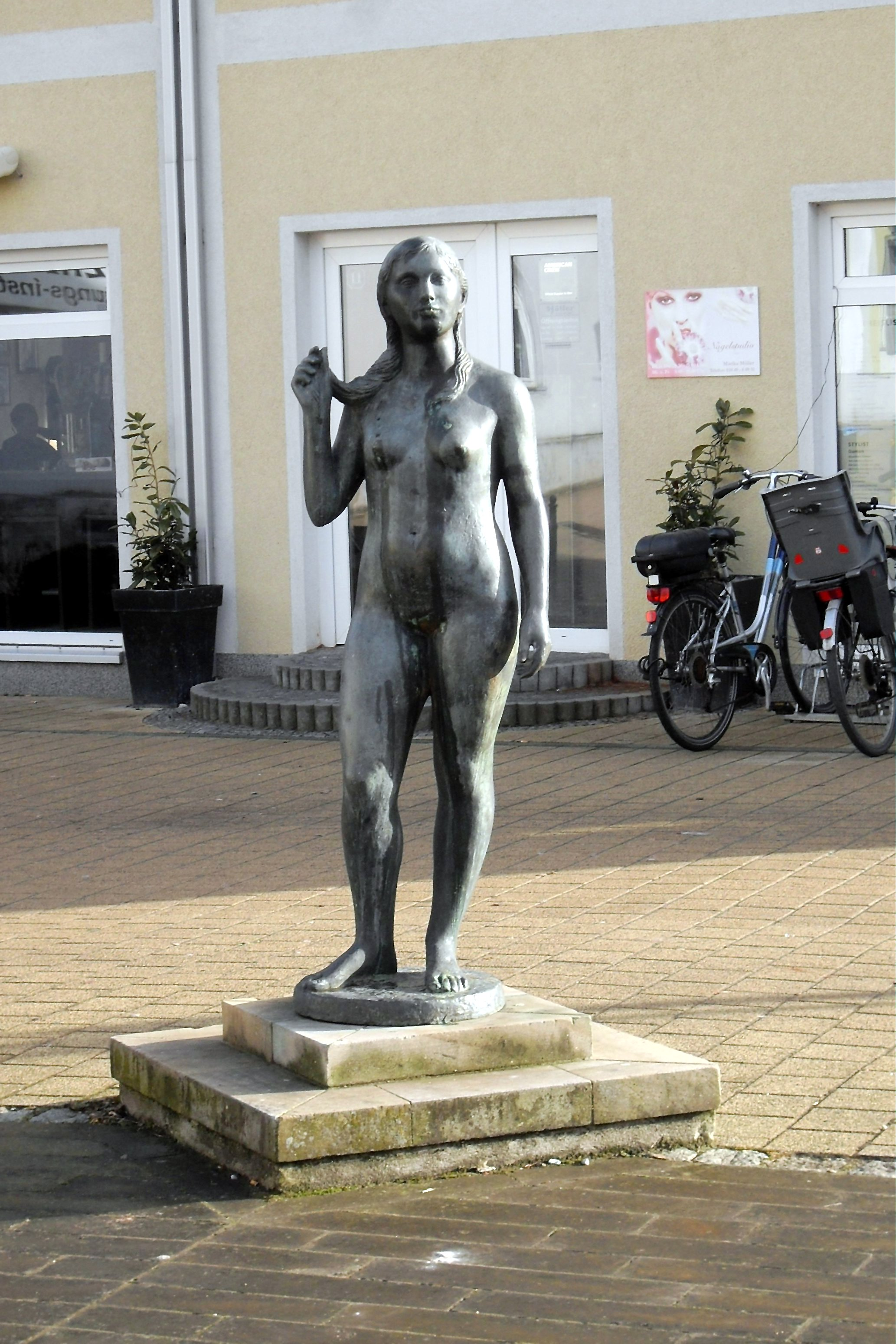
町に立つ銅像

994年11月23日、オシャースレーベンは初めてオットー3世によって言及された。1235年に初めて町とされた。17世紀に町の大半が火災によって荒廃した。1648年にはブランデンブルク辺境伯領の一部となる。1816年には地方の主要都市となり、1843年に鉄道網が整備された。1905年には人口が13,271人を数えた。
第二次世界大戦前には航空機工場（AGO Flugzeugwerke）が設立され、多くの労働者が働いた。連合国軍はこの工場を破壊するため10回の空襲を行った。
東ドイツ時代、オシャースレーベンは同地域における農業の中心拠点であった。また、いくつかの工業施設が整備され、現在もポンプ工場、精糖設備、鋳鉄所、醸造所、機械工場、レンガ工場などが稼働する。
2000年以来、モトパーク・オシャースレーベンにおいてドイツツーリングカー選手権やその他のイベントが開催されている。2005年、サーキットは金銭問題のため「モトーアシュポルト・アレーナ・オシャースレーベン」と改称された。
1992年、Agrarfrost 社のジャガイモ加工工場が建設された。同工場ではフライドポテトとポテトチップスが生産される。年間およそ14万トンのジャガイモが処理される。

## 姉妹都市
- シェーニンゲン（ドイツ語版）（ニーダーザクセン州）

## 参照
1. ↑  Statistisches Landesamt Sachsen-Anhalt, Bevölkerung der Gemeinden – Stand: 31. Dezember 2023
2. ↑  公式サイトの表記
3. ↑  ドイツ語発音: [ˈɔʃɐsleːbn̩] ( Das Aussprachewörterbuch (6 ed.). Duden. p. 602. ISBN 978-3-411-04066-7)
4. ↑   homepage of Agrarfrost
5. ↑   State Administration Office Saxony-Anhalt Press Release No: 107/09